# جامعة جريفيث
جامعة غريفيث هي جامعة عامة في أستراليا تأسست عام 1971. تقع في مدينة بريسبان وغولد كوست. وهي جامعة بحثية عامة في جنوب شرق ولاية كوينزلاند على الساحل الشرقي لأستراليا. تأسست رسميا في عام 1971، افتتح غريفيث أبوابها في عام 1975، وقدمت درجاتها العلمية الأولى في العلوم البيئية والدراسات الآسيوية.
تم تسمية جامعة على اسم السيد صموئيل ووكر غريفيث، الذي كان رئيس الوزراء لمرتين على ولاية كوينزلاند، وأول رئيس قضاة المحكمة العليا في أستراليا. لعب السيد صموئيل غريفيث دورا رئيسيا في اتحاداستراليا، وكان المؤلف الرئيسي للدستور الأسترالي.
نشأت غريفيث بحرم جامعي واحد في ضاحية ناثان بمدينة بريسبان والتحق بها 451 طالباً، جامعة غريفيث لديها الآن خمسة فروع تغطي ثلاث مدن ويدرس بها أكثر من 44000 طالب، وتقدم مجموعة متكاملة للمرحلة الجامعية والدراسات العليا ودرجات البحوث في مجالات الأعمال والحكومة وعلم الجريمة والقانون والتعليم والهندسة وتكنولوجيا المعلومات والبيئة والتخطيط والهندسة المعمارية، والصحة، والعلوم الإنسانية واللغات، والموسيقى، العلوم والطيران والبصرية والفنون الإبداعية. غريفيث واحدة من جامعات البحوث المبتكرة في أستراليا Innovative Research Universities IRU.

## إحصائيات
يبلغ عدد طلاب الجامعة 44,468 طالب، منهم 9,000 طالب دراسات عليا. جامعة جريفيث هي جامعة بحثية عامة تُصنف ضمن أفضل 2% من الجامعات في العالم. وتُدرس الجامعة مجموعة كبيرة من برامج البكالوريوس والدراسات العليا. وتُصنف الجامعة بأعلى التصنيفات العالمية كجامعة جديدة، حيث حصلت على الترتيب 33 في عام 2021 وفقاً لتصنيفات QS World University Rankings: Top 50 Under 50. وهي تشتهر بالجودة العالية للتدريس والبحث. يتمتع الطلاب بفرصة دراسة مجموعة متنوعة من التخصصات من الهندسة إلى تكنولوجيا المعلومات والطيران. يمكن دراسة أكثر من 200 برنامج مع الاستفادة من العلاقات الوثيقة التي تفتخر بها الجامعة بقطاع الصناعة.
تشتهر برامج الجامعة بجودتها العالمية لذلك يُصنف 8 من تخصصات الجامعة ضمن أفضل 100 تخصص وفقاً لتصنيفات Shanghai Ranking Global Ranking of Academic Subjects 2021. بالإضافة إلى ذلك، حصلت على احترام الجميع لقوة أبحاثها، لذلك أشار إطار التميز البحثي في أستراليا حيث انها أجرت أبحاثاً وفقاً للمعايير الدولية في أكثر من 50 تخصص. يستفيد طلاب الجامعة من مجموعة واسعة من المرافق، والخدمات، والأنشطة الجامعية. ويمكن للطلاب أيضاً الاستفادة من المرافق التعليمية، والمشاركة في الأندية الرياضية، واستخدام المختبرات، والاستمتاع بالأنشطة الخارجية. وتقع فروع الجامعة في مدن أسترالية رئيسية، مثل: لوجان، وبريسبين، وجولد كوست. وتوفر هذه الفروع فرصة للطلاب للاستمتاع بالجمال الطبيعي والمواقع السياحية المتاحة في المدينة. من ناحية أخرى، خرجت الجامعة على مدار 40 عاماً، ووصل عدد خريجي الجامعة إلى أكثر من 200 ألف خريج قادمين من أكثر من 130 دولة مختلفة.